# Sholicola major
Sholicola major é uma espécie de ave da família Muscicapidae.
É endémica da Índia.
Os seus habitats naturais são: regiões subtropicais ou tropicais húmidas de alta altitude.
Está ameaçada por perda de habitat.